# 大屋町大杉
大屋町大杉（おおやちょうおおすぎ）は、兵庫県養父市にある伝統的建造物群保存地区である。
2001年（平成13年）兵庫県の歴史的景観形成地区に指定された約11.1haの範囲の中心部、約5.8haの範囲が2017年（平成29年）国の重要伝統的建造物群保存地区に選定されている。

## 重要伝統的建造物群保存地区データ
地区名称：養父市大屋町大杉
種別：山村・養蚕集落
選定年月日：2017年7月31日
選定基準：（3）伝統的建造物群及びその周囲の環境が地域的特色を顕著に示しているもの
面積：5.8ha

## 主な建造物・施設
- 二ノ宮神社 (養父市)
- 大福寺 (養父市)
- ふるさと交流の家「いろり」 - 宿泊可能な三階建養蚕農家
- 木彫展示館 - 築120年の診療所を活用した木彫フォークアートの美術館。全国公募展「木彫フォークアートおおや」を開催。[2]
- 大杉城跡

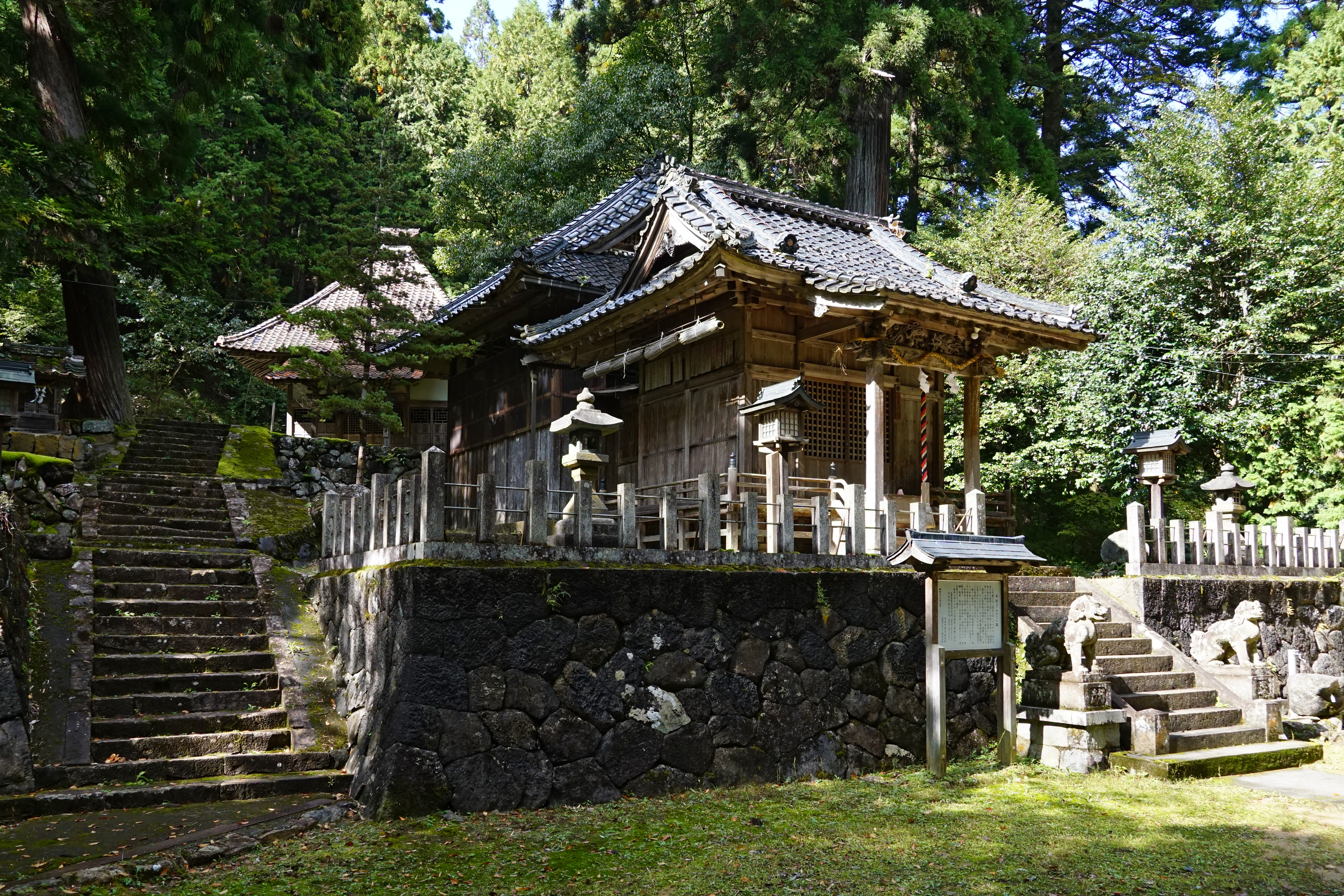
二ノ宮神社
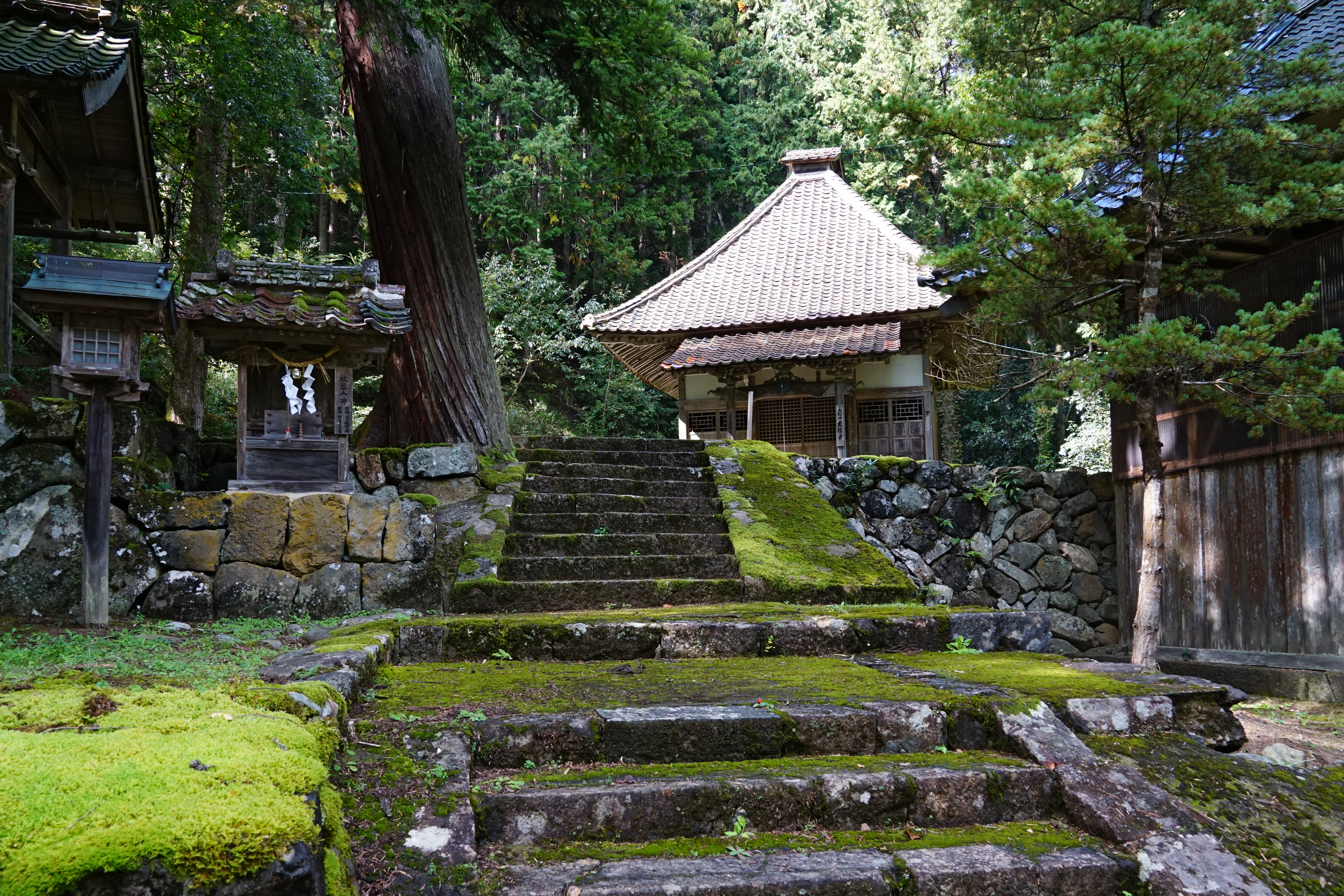
大福寺
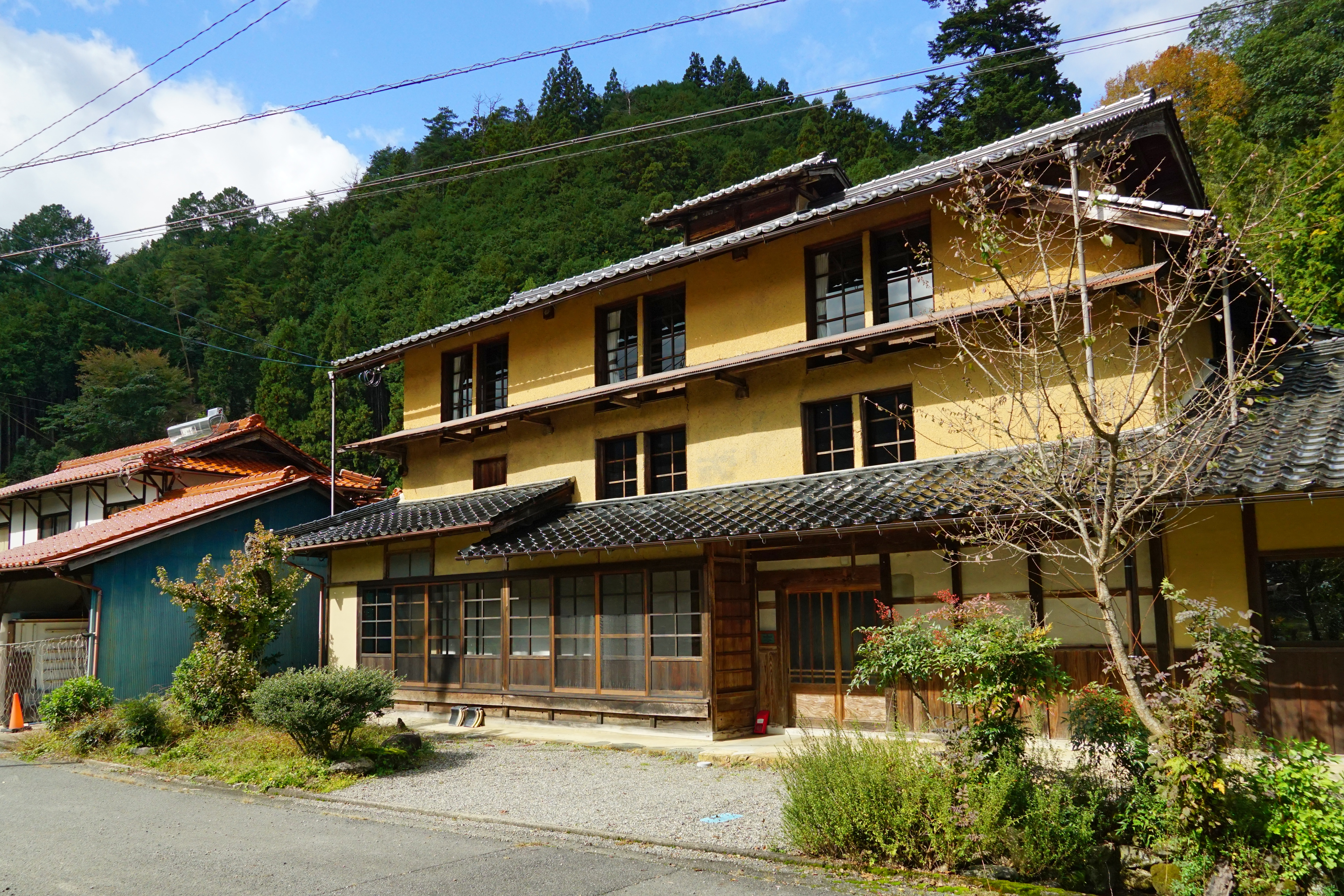
ふるさと交流の家「いろり」
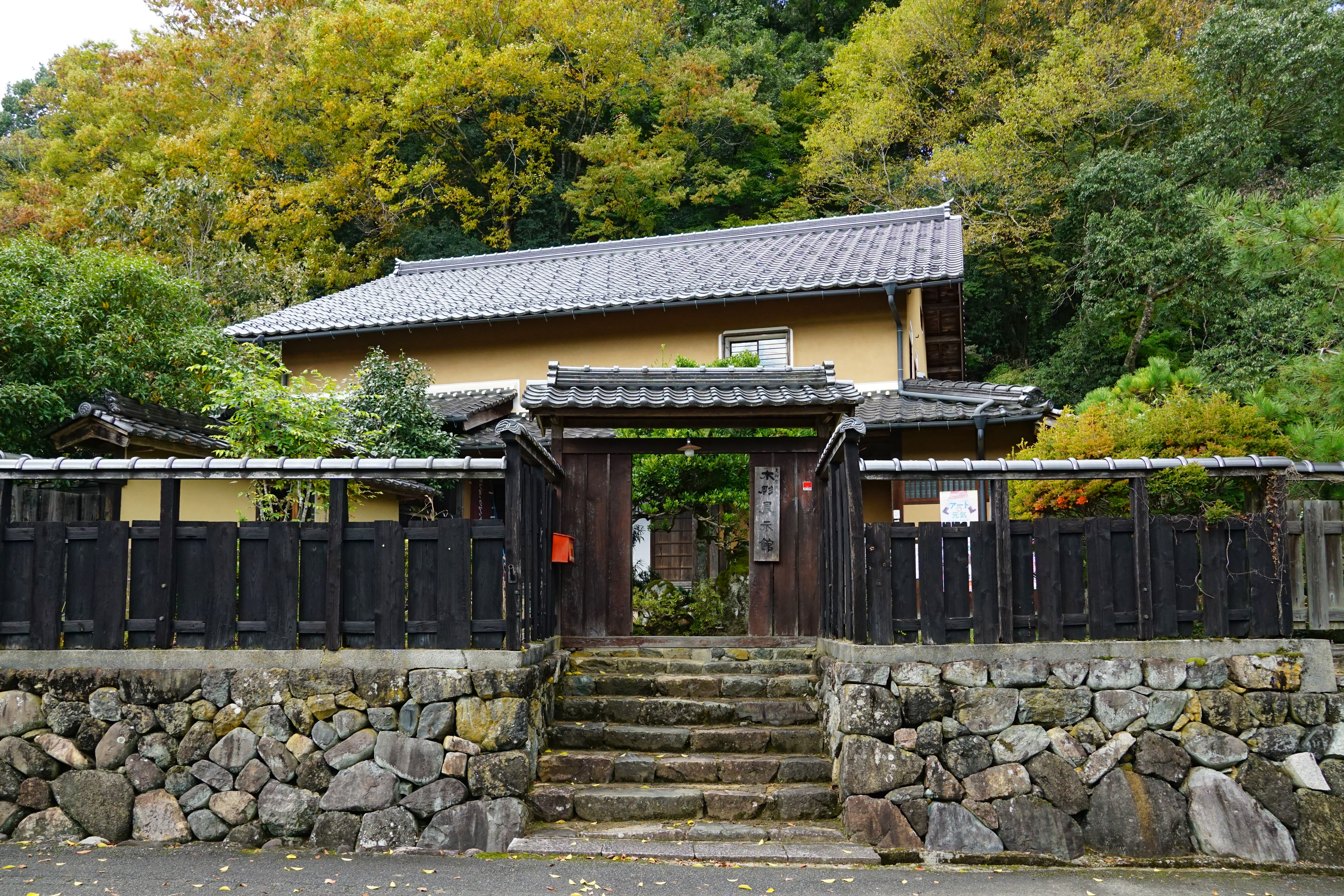
木彫展示館

## アクセス
- 山陰本線 八鹿駅から全但バス「奥若杉」方面行で40分、「大屋」バス停下車、徒歩すぐ

## 周辺
- 上垣守国養蚕記念館（大屋町蔵垣）
- 田和城跡
- 名草神社
- 夏梅鉱山跡